# هاروپ (پهپاد)
هاروپ (انگلیسی: IAI Harop) یک پهپاد انتحاری ساخت شرکت صنایع هوافضای اسرائیل موسوم به آی‌ای‌آی است، که در زمره مهمات پرواز کننده قرار دارد. این، یک هواپیمای بدون سرنشین ضدتشعشع یا رادار محسوب می‌شود، که قادر است به‌طور خودکار امواج رادیویی را پایش و به وسیله کوبیدن خود به هدف مورد نظر آن را نابود کند. این پهپاد، امکان پروازهای هدایت شونده از واحد کنترل زمینی یا تمام خودکار را دارد. در صورت عدم کشف هدف، هاروپ برمی‌گردد و برای استفاده مجدد در پرتابگر قرار می‌گیرد.
هاروپ به طرز هواپیمای شناساگریز طراحی شده است تا سطح مقطع راداری‌اش به حداقل رسانده شود.

## مشخصات
هاروپ با ظرفیت ۶ ساعت پرواز پی‌درپی، از برد ۱۰۰۰ کیلومتری برخوردار می‌باشد. این پهپاد که گزینه بزرگ‌تر پهپاد انتحاری «هارپی» به حساب می‌آید، نه تنها قابل پرتاب از پرتابگرهای زمینی و دریایی است، بلکه در صورت لزوم قابلیت تغییر کاربری برای پرتاب از هوا را نیز دارد.

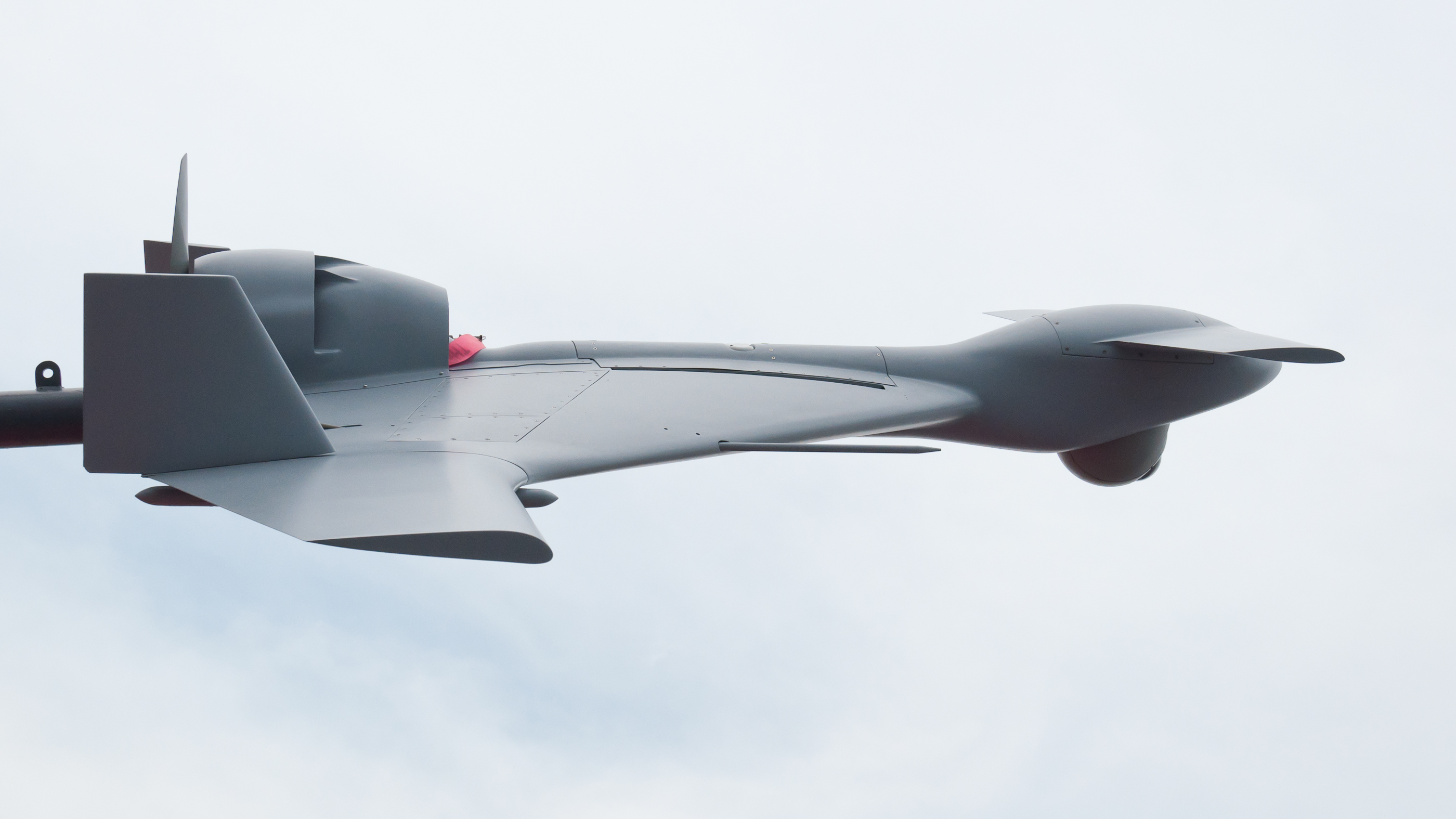
نمای هاروپ از پهلو

هاروپ می‌تواند هم به صورت کاملاً خودکار عمل کند، هم توسط اپوراتور از واحد کنترل زمینی اداره شود. پهپاد دو شیوه هدایت را داراست. یکی این است که پهپاد با اتکا بر سامانه کاونده رادار خود، به‌صورت مستقل به دنبال موج‌های رادیویی دشمن می‌گردد، یا اینکه توسط اپراتور به سمت اهداف بی‌حرکت و متحرک که خود حسگر الکترواپتیکی پهپاد آشکار می‌کند، هدایت داده می‌شود. در صورتی که دشمن جهت جلوگیری از حمله هاروپ سیستم سیگنال‌دهی رادارش را خاموش کند، هاروپ قادر است به واسطه حسگر الکترواپتیکی خود، هدف را به‌صورت تصویری پیدا، پایش و از بین ببرد. اگر هدف آشکار نشود، پهپاد به پایگاه برمی‌گردد و برای استفاده دوباره در پرتابگر قرار می‌گیرد.
از آنجا که سامانه‌های ضدهوایی برای مقابله با هواپیماهای آفندی بزرگ و موشک‌های هدایت‌ناپذیر تولید شده‌اند، قادر به رهگیری و ردگیری حمله هاروپ نیستند.

## تاریخچه عملیاتی
اولین مورد استفاده از هاروپ در جنگ، در جریان درگیری‌های آوریل ۲۰۱۶ توسط نیروهای مسلح جمهوری آذربایجان علیه نیروهای مسلح ارمنستان رقم خورد. آنگاه به وسیله این پهپاد یک دستگاه اتوبوس حامل سربازان ارمنی عازم به جبهه منهدم شد.
همچنین بنابه گزارش‌ها، آذربایجان بابه‌کارگیری هاروپ، یک پست فرماندهی ارتش ارمنستان را نیز نابود کرد.
افزون بر این، انهدام یک فروند سامانه دفاع هوایی پانتسیر-اس۱ متعلق به پدافند هوایی سوریه توسط نیروهای مسلح اسرائیل در ۱۰ ماه مه سال ۲۰۱۸ به وسیله هاروپ صورت گرفت.
پهپادهای انتحاری هاروپ در طول درگیری ناگورنو قره‌باغ (۲۰۲۰) هم مورد استفاده نیروی هوایی جمهوری آذربایجان قرار گرفت.
در درگیری ۲۰۲۵ کشمیر بین هندوستان و پاکستان؛ ارتش پاکستان موفق به سرنگونی تعدادی از این پهپاد شد.

## مهندسی معکوس توسط ایران
در جریان درگیری‌های قره باغ یک فروند از آن در ایران سقوط کرده و به دست نیروهای ایرانی افتاد و در جریان رژه ۲۹ فروردین ماه سال ۱۴۰۰ نمونه ایرانی آن با نام امید در رژه نیروهای ارتش جمهوری اسلامی ایران به نمایش گذاشته شد

## کاربران
- جمهوری آذربایجان[۱۱][۱۲]
- مراکش[۱۳]
- آلمان[۱۴]
- هند[۱۵]
- ترکیه[۱۴]
- اسرائیل[۱۴]

## ویژگی‌ها

### ویژگی‌های کلی
- خدمه: بدون سرنشین[۱۶]
- طول: ۲٫۵ متر
- طول بال‌ها: ۳ متر
- دامنه ارتباطات: ۲۰۰ کیلومتر
- سطح مقطع راداری: کمتر از ۰٫۵ متر مربع

### عملکرد
- حداکثر سرعت: ۴۱۷ کیلومتر بر ساعت
- برد: ۱۰۰۰ کیلومتر
- مدت پرواز: تا ۹ ساعت
- سقف ارتفاع پرواز: ۴۶۰۰ متر

### تسلیحات
- کلاهک ۲۳ کیلوگرمی
- دقت: ۱ متر با کلاهک ۱۶ کیلوگرمی